# La Tourasse (Aiguillon)
Pour les articles homonymes, voir La Tourasse.
La Tourasse est une probable pile funéraire romaine située à Aiguillon, en Lot-et-Garonne.
Ce monument cylindrique, en forme de tour haute de cinq mètres est cependant largement tronqué ; il est parementé en petit appareil de moellons calcaires. Il est érigé à proximité d'une nécropole gallo-romaine et certainement au bord de la voie romaine d'Agen à Bordeaux.
La Tourasse fait l'objet d'un classement sur la première liste des monuments historiques français établie en 1840.

## Localisation
Dans son environnement antique, la Tourasse se trouve sur un site de basse terrasse, à la jonction de deux voies anciennes, l'une suivant la vallée du Lot et l'autre reliant Burdigala (Bordeaux) à Aginnum (Agen) en amont immédiat du confluent du Lot et de la Garonne,. Le monument semble être desservi par une petite voie qui le relie au réseau routier plus important. Sous l'Empire romain, Aiguillon se développe au nord-est du site de la Tourasse sur une superficie d'au moins cinq hectares ; c'est une agglomération secondaire de la civitas des Sotiates.
Dans la géographie moderne de la commune, la Tourasse est située au sud du centre-ville d'Aiguillon, à l'extrémité de l'avenue du 11 Novembre 1918 et de l'avenue du Maréchal-Joffre.

## Historique

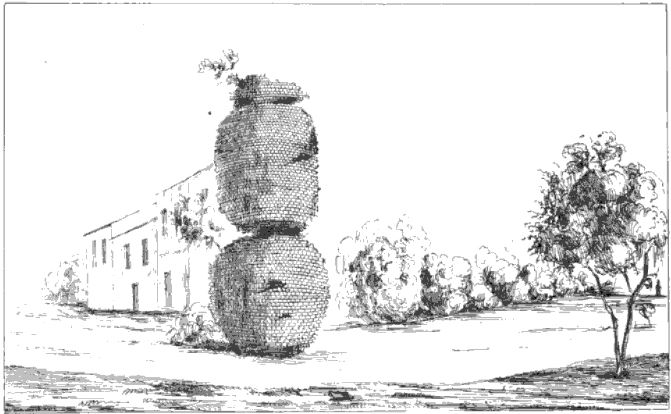
Dessin de la Tourasse par J. Philippe (1842).

La date d'édification de la Tourasse n'est pas connue mais le contexte archéologique dans lequel elle se situe suggère une construction du Haut-Empire romain.
Mentionnée sous le nom erroné de « la Lugosse » sur la carte de Cassini, plusieurs fois citée au XVIIIe siècle, dessinée de manière approximative en 1842, la pile est décrite pour la première fois en 1859 par Jean Florimond Boudon de Saint-Amans dans l'Essai sur les antiquités du département de Lot-et-Garonne.
Les campagnes de fouilles réalises à proximité de la Tourasse au XIXe siècle révèlent la présence d'un copieux mobilier archéologique, dont des monnaies allant du règne d'Auguste à celui de Constantin Ier, mais également des ossements et des urnes probablement funéraires.
Elle fait l'objet d'un classement sur la première liste des monuments historiques français,.
Ce monument bénéficie d'une restauration en 2001, après avoir été libéré d'une construction moderne qui prenait appui sur lui depuis plus d'un siècle et demi ; il figure désormais au sein d'un jardin d'agrément.

## Architecture et fonction

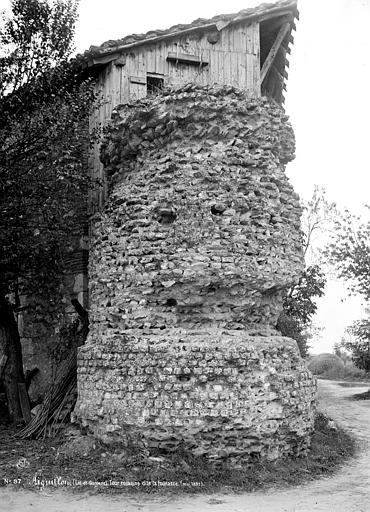
La Tourasse avant son dégagement.

Ce monument antique, tel qu'il se présente à l'époque contemporaine, est une tour cylindrique de 5 mètres de hauteur pour 9 mètres de circonférence. Il s'agit d'un édifice massif constitué d'un noyau en blocage de pierres liées au mortier, encore partiellement recouvert d'un parement en petit appareil de moellons calcaires réguliers,. Il n'est pas possible de déterminer la nature du couronnement de la Tourasse à son origine, car le monument a perdu sans doute plus de la moitié de sa hauteur.
La fonction de la Tourasse a longtemps été discutée ; elle le reste. Archéologues et historiens en ont fait une borne marquant la limite de territoires ou une borne milliaire, un édifice voué à Mercure, un poste militaire contrôlant le confluent, une tour de signaux. Il semble plus probable qu'il s'agisse d'un monument lié à la présence d'un habitat antique ou d'une pile funéraire rattachée à une nécropole,, même si sa forme cylindrique est inhabituelle et que des archéologues réfutent cette hypothèse dans les années 1990,. Les dernières fouilles conduites à proximité de la Tourasse en 2018 semblent en effet confirmer que le monument est associé à un complexe funéraire dont la nature et l'étendue exactes restent à déterminer.